# Brent (campo petrolifero)

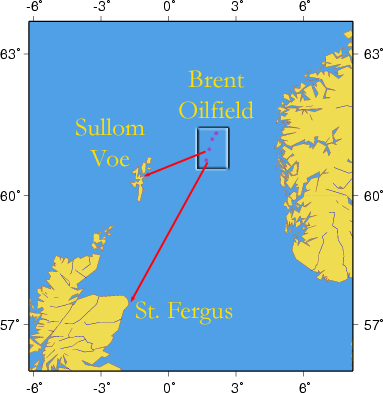
Mappa con la posizione geografica del giacimento

Brent è un giacimento di petrolio scoperto nel 1971 nel Mare del Nord al largo di Aberdeen, (Scozia), il cui sfruttamento è iniziato nel 1976. Il termine brent caratterizza oggi il petrolio di riferimento europeo, un prodotto molto leggero, risultato dell'unione della produzione di 19 campi petroliferi situati nel Mare del Nord. 
Sul mercato esistono varie tipologie di petrolio, ma a livello di scambi internazionali i più importanti sono essenzialmente due: il Brent e il WTI.
Malgrado una produzione limitata, il brent serve da petrolio grezzo di riferimento a livello mondiale. Il suo prezzo determina quello del 60% del petrolio estratto nel mondo.